# Яворский, Рэм Леонидович
Рэм Леонидович Яво́рский (1925—1995) — советский историк и педагог, ректор Новокузнецкого педагогического института. Брат киноактёра Феликса Яворского.

## Биография
Родился 1 января 1925 года в Томске. Окончил 9 классов, поступил в артиллерийскую школу. После окончания артиллерийской школы в феврале 1944 года ушёл на фронт, воевал на Первом Украинском фронте. В сентябре 1944 года был тяжело ранен. Закончил войну в Чехословакии старшим лейтенантом. Выпускник исторического факультета. Окончил Новокузнецкий педагогический институт, кандидат исторических наук. Преподавал там же на кафедре истории КПСС и научного коммунизма, с 1962 года проректор, в 1967—1983 годах ректор института. Почётный гражданин Новокузнецка.
Умер 27 апреля 1995 года.
Ежегодно на кафедре истории Кузбасского гуманитарно-педагогического института Кемеровского государственного университета проходят «Чтения, посвящённые памяти Р. Л. Яворского».